# Фениг
Фениг (пол. fenig) — разменная денежная единица Польши в 1917—1924 годах, 1/100 польской марки. Выпуск монет начат в 1917 году. В конце 1919 года в связи с инфляцией практически исчезли из обращения, но до 1924 года формально считались законным платёжным средством.

## Монеты
Монеты в фенигах чеканились монетным двором в Штутгарте, обозначение монетного двора — F.
| Изображение | Номинал    | Материал | Диаметр (мм) | Масса (г) | Гурт    | Год       |
| ----------- | ---------- | -------- | ------------ | --------- | ------- | --------- |
|             | 1 фениг    | железо   | 15           | 1,75      | гладкий | 1917 1918 |
|             | 5 фенигов  | железо   | 18           | 2,53      | гладкий | 1917 1918 |
|             | 10 фенигов | железо   | 21           | 3,56      | гладкий | 1917 1918 |
|             | 20 фенигов | железо   | 23           | 4         | гладкий | 1917 1918 |